# SILC (프로토콜)
SILC(Simple Internet Live Conferencing, Secure Internet Live Conferencing)는 보안 채널상에서 보안 컨퍼런싱 서비스를 제공하기 위한 프로토콜이다.
SILC는 jabber 또는 IRC 와 유사하며, 비슷한 명령어 체계를 가지고 있다. 채널 변경을 포함한 모든 메시지가 암호화된다.

## 같이 보기
- 공개 키 암호 방식